# Meynell (Schiff)
Die HMS Meynell (L82) war ein Geleitzerstörer der 86 Einheiten umfassenden Hunt-Klasse. Die Royal Navy setzte das Schiff im Zweiten Weltkrieg um die Britischen Inseln ein. Es wurde mit den Battle Honours „North Sea 1941–45“, „English Channel 1942–43“, „Arctic 1943“ und „Normandy 1944“ ausgezeichnet.
Der Geleitzerstörer wurde nach etlichen Jahren in der Reserve 1954 nach Ecuador verkauft und von der Marine Ecuadors als Presidente Velasco Ibarra ab August 1955 zusammen mit dem bei Scotts gebauten Schwesterschiff Presidente Alfaro (ex HMS Quantock) eingesetzt. 1978 wurden die beiden Schiffe gestrichen und dann verschrottet.

## Geschichte des Schiffes
Die Meynell gehörte zur ersten Gruppe der Hunt-Geleitzerstörer. Diese 20 Schiffe waren noch im letzten Friedens-Bauprogramm 1939 enthalten. Sie wurde im April 1939 bei der Werft Swan Hunter in Wallsend bestellt, die vor dem Krieg vier Bauaufträge für Zerstörer dieser Klasse erhielt. Insgesamt fertigte diese Werft mit 16 Schiffen die größte Zahl dieser Klasse.
Die Kiellegung der Meynell erfolgte als Neubau mit der Baunummer 1579 am 10. August 1939 zusammen mit dem Schwesterschiff Mendip. Die beiden anderen Neubauten waren schon im Juni 1940 begonnen worden. Das Schiff lief dann am 7. Juni 1940 vom Stapel und wurde am 30. Dezember 1940 an die Royal Navy abgeliefert, die zuvor schon über zehn Schiffe der Klasse erhalten hatte.

### Einsatzgeschichte
Der Geleitzerstörer Meynell wurde der „21st Destroyer Flotilla“ in Sheerness zugeteilt, bei der er in der Konvoi-Sicherung und für Überwachungsfahrten in der Nordsee und im Ärmelkanal zum Einsatz kam. Bei dieser Flottille, die anfangs aus dem älteren Flottillenführer Campbell, sechs Hunt-Zerstörern und drei alten Zerstörern der V- und W-Klasse bestand, verblieb der Geleitzerstörer während des Krieges. Bei den Einsätzen kam es gelegentlich zu deutschen Luftangriffen, hauptsächlich jedoch zu Angriffen deutscher Schnellboote, die meist abgewehrt werden konnten. Zur Abwehr der Schnellboote erhielt die Meynell 1942, wie viele ihrer Schwesterschiffe, einen sogenannten bowchaser ganz vorn am Bug. Zuerst kamen einzelne 40-mm-pompom-Geschütze zum Einbau.
Ab dem 15. Februar 1943 erfolgte einer der selten abweichenden Einsätze der Meynell als der Geleitzerstörer den Nordmeergeleitzug JW 53 von 29 Frachtschiffen als „Western Local escort“ zusammen mit den Hunt-Zerstörern Middleton und Pytchley neben einem Minensucher, zwei Korvetten und einem UJ-Trawler vom Clyde nach Island begleitete. Am 21. Februar wurde die Meynell durch den „Ocean Escort“ mit dem Kreuzer Scylla und dreizehn Zerstörern abgelöst.
Am 9. März übernahmen Meynell, Pytchley und der alte Zerstörer Vivacious das Gegengeleit RA 53 wieder als „Local Western escort“ und sicherten die Schiffe von Island bis zum Loch Ewe.
Die Meynell nahm schon am 14. März 1943 wieder ihren üblichen Dienst in der Nordsee auf. Am 25. Februar 1944 verteidigte die Meynell erfolgreich einen Küstenkonvoi vor Great Yarmouth gegen eine Gruppe von Schnellbooten der deutschen 8. S-Flottille aus IJmuiden unter Korvettenkapitän Felix Zymalkowski, die sich zurückzogen.
Zur Unterstützung der alliierten Landung in der Normandie bildete die Meynell im Juni 1944 mit dem bei John Brown gebauten Schwesterschiff Garth sowie den Korvetten Camellia und Charlock der Flower-Klasse die Escort Group 101, die einen der ersten Verstärkungs-Konvois von 21 Schiffen aus der Nore in das Landungsgebiet begleitete. Bis in den Juli 1944 blieb die Meynell bei der Sicherung der Versorgungskonvois zu den Landungstruppen im Einsatz.
Am 10. Juli 1944 nahm das Schiff dann erneut seine Aufgaben als Geleitzugssicherung in der Nordsee auf. Am 31. Oktober 1944 beschädigte sich der Geleitzerstörer durch eine Grundberührung die Steuerbordwelle und -Schraube schwer. Die notwendige Reparatur wurde erst im März 1945 abgeschlossen. Bei der Instandsetzung wurde der pompom-Flakvierling durch ein moderneres Bofors-Zwillingsgeschütz ersetzt. Bei Kriegsende versah der Geleitzerstörer Meynell die gleichen Aufgaben wie bei seiner Indienststellung Anfang 1941 der „21st Destroyer Flotilla“ in Sheerness.

### Nachkriegs-Einsätze
Nach dem Kriegsende in Europa wurde die Bewaffnung des Geleitzerstörer entfernt und das Schiff im September 1945 in Rosyth zu einem Zielschiff für Kampfflugzeuge umgebaut. Als „Air Target Ship“ diente die Meynell dann bis 1947 im Mittelmeer. Bei der Rückkehr nach Großbritannien 1947 wurde das Schiff außer Dienst gestellt und der Reserve in Sheerness zugewiesen. Später wurde das Schiff nach Harwich und schließlich nach Barrow verlegt. Es kam dann auf die Verkaufsliste und wurde am 18. Oktober 1954 an Ecuador verkauft.

## FregattePresidente Velasco Ibarra
Die Meynell gehörte zu den 31 Schiffen der Hunt-Klasse, die auch für eine andere als die britische Marine zum Einsatz kamen.

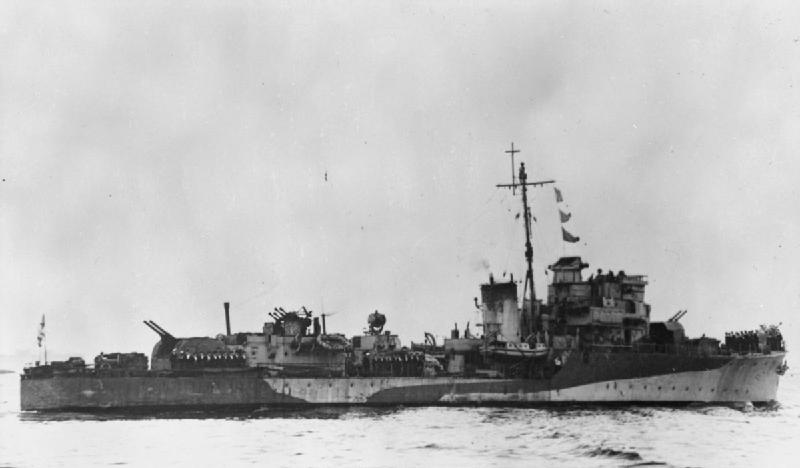
HMS Quantock

Die Meynell und das ebenfalls von Ecuador angekaufte, bei Scotts gebaute Schwesterschiff Quantock waren die einzigen Schiffe der Hunt-Klasse, die nach Südamerika verkauft wurden. Nach dem Verkauf wurden beide Schiffe bei J. Samuel White in Cowes überholt. Im August 1955 wurden die beiden Schiffe als Presidente Velasco Ibarra (ex Meynell) bzw. Presidente Alfaro (ex Quantock) in Portsmouth an die Marine Ecuadors übergeben. Die beiden inzwischen als Fregatten klassifizierten Schiffe blieben dort weitere 20 Jahre im Einsatz. Während dieser Zeit wurden keine weiteren Veränderungen an den Schiffen durchgeführt. 1978 wurden beide Schiffe abgebrochen.